# 兼清弘之
兼清 弘之（かねきよ ひろゆき、1935年 - ）は、日本の経済学者。明治大学名誉教授。専門は社会政策。

## 略歴
- 1960年 中央大学経済学部卒業
- 1963年 中央大学大学院経済学研究科経済学専攻修士課程修了
- 1969年、早稲田大学文学部社会学専修卒業
- 1969年、 カリフォルニア州立大学に留学
- 亜細亜大学教授
- 1986年　明治大学政治経済学部教授
- 2006年3月、明治大学退職
- 2006年5月、明治大学名誉教授

## 著書

### 単著
- 『新しい社会政策』（文化書房博文社 2002年）
- 『労働経済と社会政策』（文化書房博文社 1992年）